# Casefabre
Casefabre (catalansk: Casafabre) er en kommune i departementet Pyrénées-Orientales i Sydfrankrig.

## Geografi
Casefabre ligger 33 km vest for Perpignan. Nærmeste by er mod nord Saint-Michel-de-Llotes (8 km).

## Demografi

### Udvikling i folketal
| 1962                                                              | 1968 | 1975 | 1982 | 1990 | 1999 | 2007 | 2013 | 2017 |
| ----------------------------------------------------------------- | ---- | ---- | ---- | ---- | ---- | ---- | ---- | ---- |
| 31                                                                | 30   | 31   | 26   | 30   | 34   | 35   | 41   | 40   |
| Tal fra og med 1962 er uden dobbelttælling (sans doubles comptes) |      |      |      |      |      |      |      |      |